# Altromondo
Altromondo je italský hraný film z roku 2008, který režíroval Fabiomassimo Lozzi podle vlastního scénáře. Snímek měl světovou premiéru 8. ledna 2008.

## Děj
Film je složen z monologů mužů, kteří popisují svůj vztah k homosexualitě. Jednotlivé monology jsou řazeny od absolutního popření vlastní orientace, přes různé stereotypy až po přijetí vlastní orientace.

## Obsazení
| Francesco Apolloni     | Francesco Dante |
| Domenico Balsamo       | mrtvý gay       |
| Mirko Batoni           | Guido           |
| Massimiliano Benvenuto | Gabriele        |
| Michele Bevilacqua     | Erberth         |
| Andrea Bosca           | Pietro          |
| Fabrizio Bucci         | Alex            |
| Giorgio Caputo         | Corrado         |
| Antonio Carrano        | Pino            |
| Giancarlo Colombo      | Eugenio         |
| Federico D'Anna        | Mauro           |
| Fabio Falco            | model           |
| Biagio Forestieri      | Rosario         |
| Francesco Foti         | Aldo            |
| Riccardo Francia       | Riccardo        |
| Stefano Fregni         | David           |
| Pablo Gaspari          | Padre Tommaso   |
| Alessandro Giallocosta | Patrizio        |
| Fabio Gomiero          | Luigi           |
| Daniele Grassetti      | Maurizio        |
| Antonio Ianiello       | Dario           |
| Giampiero Judica       | Robby           |
| Leonardo Maddalena     | Pierpaolo       |
| Renato Marchetti       | Mimmo           |
| Saverio Mattei         | Augusto         |
| Simone Montedoro       | Fulvio          |
| Gianluca Morini        | Ernesto         |
| Piero Nicosia          | Mariano         |
| Federico Pacifici      | Leo             |
| Tommaso Ramenghi       | Ermanno         |
| Lorenzo Renzi          | Dav             |
| Davide Ricci           | Charly          |
| Alessandro Riceci      | Mr. Fantasy     |
| Giuseppe Saccà         | Edoardo         |
| Filippo Sandon         | Simone          |
| Luca Scapparone        | Vittorio        |
| David Sebasti          | Manolo          |
| Francesco Siciliano    | Piergiorgio     |
| Salvio Simeoli         | Guglielmo       |
| Julio Solinas          | Giuliano        |
| Natale Stefani         | Renato          |
| Michelangelo Tommaso   | Danny           |
| Alessandro Zamattio    | Pierangelo      |
| Roberto Zibetti        | Norman          |